# Valdemar
Valdemar ou Waldemar est un nom porté par plusieurs rois et ducs scandinaves :

## Suède
- Valdemar Ier de Suède.

## Danemark
- Valdemar Ier de Danemark (Valdemar le Grand) ;
- Valdemar II de Danemark (Valdemar le Victorieux) ;
- Valdemar (III) (1209-1231) co-roi de Danemark de 1215 à 1231 ;
- Valdemar III de Danemark (Valdemar V de Schleswig) ;
- Valdemar IV de Danemark (Valdemar Atterdag).
- Valdemar de Danemark (1858-1939)

## Schleswig
- Valdemar Ier de Schleswig (Valdemar le Grand) ;
- Valdemar II de Schleswig (Valdemar le Victorieux) ;
- Valdemar III de Schleswig, duc de Schleswig ;
- Valdemar IV de Schleswig duc de Schleswig (1283-1312) ;
- Valdemar V de Schleswig roi de Danemark sous le nom de Valdemar III de Danemark ;
- Valdemar Christian (1622-1656), comte de Schleswig et Holstein.

## Autres personnages
- Valdemar de Brandebourg (1280-1319), margrave de Brandebourg.
- Waldemar Deonna (1880-1959), archéologue et photographe suisse.
- Waldemar de Brito (1913-1979), footballeur brésilien.
- Waldemar Sorychta (1967-), producteur de musique, ingénieur du son et guitariste germano-polonais.
- Waldemar Stanisław Sommertag (1968-), ecclésiastique polonais, archevêque catholique romain et diplomate du Saint-Siège.

## Personnages fictifs
- Lazaro Valdemar, personnage du film espagnol sorti en 2010, "Le Territoire des ombres : Le secret des Valdemar" (La Herencia Valdemar), qui a comme suite "Le Territoire des Ombres : Le Monde Interdit" (La Herencia Valdemar II: La sombra prohibida).
- Waldemar FitzUrse, personnage du film américano-britannique Ivanhoé incarné par l'acteur britannique Basil Sydney.
- Ernest Valdemar, personnage de fiction créé par Edgar Allan Poe dans "La vérité sur le cas de M. Valdemar" en 1845.

## Patronyme
Valdemar est également un patronyme, porté notamment aux Philippines, au Mexique et au Brésil.

## Lieu réel
- Le château de Valdemar, sur l'île de Tåsinge.

## Lieu fictif
- Le monde fictif de Valdemar est le cadre de nombreux romans d'Heroic fantasy écrits par Mercedes Lackey.